# CP Большого Пса
CP Большого Пса (лат. CP Canis Majoris) — одиночная переменная звезда в созвездии Большого Пса на расстоянии (вычисленном из значения параллакса) приблизительно 141807 световых лет (около 43478 парсеков) от Солнца. Видимая звёздная величина звезды — от +14,6m до +13,6m.

## Характеристики
CP Большого Пса — пульсирующая переменная звезда, цефеида (CEP).